# Nación Reixa
Nación Reixa est un groupe de rock espagnol, originaire du Pays basque. Le projet est né de la collaboration entre les musiciens Kaki Arkarazo (M-ak, Negu Gorriak) et Antón Reixa (Os Resentidos). En 1997, ils sont rejoints par Mikel Abrego (BAP!!, Negu Gorriak, Inoren Ero Ni) à la batterie. Ils comptent deux albums studio : Alivio Rápido (1994) et Safari Mental (1997). Ils se séparent en 1997.

## Biographie
Tout commence en 1993, lorsque le musicien basque Kaki Arkarazo produit l'album Ya esta aquí (Gasa) du groupe galicien Os Resentidos, dans lequel Antón Reixa jouait. Kaki et Anton décident d'enregistrer ensemble. La même année, Os Resentidos est dissout et les deux musiciens commencent à échanger des morceaux (textes et bases programmées) par cassettes audio. Anton se rend à Saint-Sébastien pour enregistrer au home studio de Kaki. Ils parviennent ainsi à publier leur premier album pour le label DRO (Alivio Rápido), en double édition en espagnol et en galicien. Kaki joue tous les instruments, Anton écrit les textes et ensemble ils travaillent sur la programmation et les échantillonneurs. L'album mêle rock, funk et acid jazz.
1997 sort leur deuxième album, Safari mental (Esan Ozenki-Gora Herriak),. Malgré le bon accueil qu'ils reçoivent par DRO, ils décident de changer de label pour se déplacer plus confortablement. L'album se termine par la création de Esan Ozenki-Gora Herriak, un label créé par Negu Gorriak auquel Kaki était membre. Avec l'arrivée de Mikel Abrego à la batterie, ils passent d'un duo à un trio. L'album est publié exclusivement en galicien. Une poignée de collaborateurs apparaît comme Drake (bassiste de BAP!!, également au sein de Inoren Ero Ni), Javi P3Z (DJ, membre de Parafünk ou Instrümental), Izaskun Forzada et Mikel Cazalis (tous deux dans le groupe de rock industriel 2 Kate) et Mikel Azpiroz (à l'orgue Hammond). 
Ils participent à la compilation L'asturianu muévese (Discos L'Aguañaz, 1997), avec le morceau Gripe (issu de Safari mental).

## Membres
- Antón Reixa - chant, samples
- Kaki Arkarazo - guitare, basse, programmation, samples
- Mikel Abrego - batterie (1997)

## Discographie
- 1994 : Alivio Rápido (DRO)
- 1997 : Safari Mental (Gora Herriak)